# Saxdalens manskör
Saxdalens manskör är en svensk kör som bildades 1981. Kören har ett 30-tal medlemmar. Kören fick sitt genombrott hos allmänheten med sångspelet Helgdagskväll vid timmerkojan som bygger på Dan Anderssons texter. Konstnärlig ledare är Roger Broberg.

## Priser och utmärkelser
- 2005 – Dan Andersson-priset